# Departamento de Misiones
Misiones es uno de los diecisiete departamentos que, junto con Asunción, Distrito Capital, forman la República del Paraguay. Su capital es San Juan Bautista, considerada cuna de la cultura misionera. Está ubicado al centro sur de la región oriental del país, limitando al norte con Paraguarí, al este con Caazapá e Itapúa, al sur con el río Paraná que lo separa de la Provincia de Corrientes (Argentina), y al oeste con Ñeembucú. Con 114 542 habitantes en 2022 es el cuarto departamento menos poblado —por delante de Ñeembucú, Boquerón y Alto Paraguay; y con 11,9 hab/km² es el sexto menos densamente poblado, por delante de Concepción, Ñeembucú, Presidente Hayes, Boquerón y Alto Paraguay.
Anteriormente el departamento tenía el nombre de San Ignacio, siendo la capital la ciudad del mismo nombre. Todo este departamento está marcado por la presencia de las antiguas misiones jesuíticas que tuvieron su centro en esta zona, de ahí su nombre. En muchas de sus ciudades se encuentran museos con arte sacro jesuítico.

## Historia

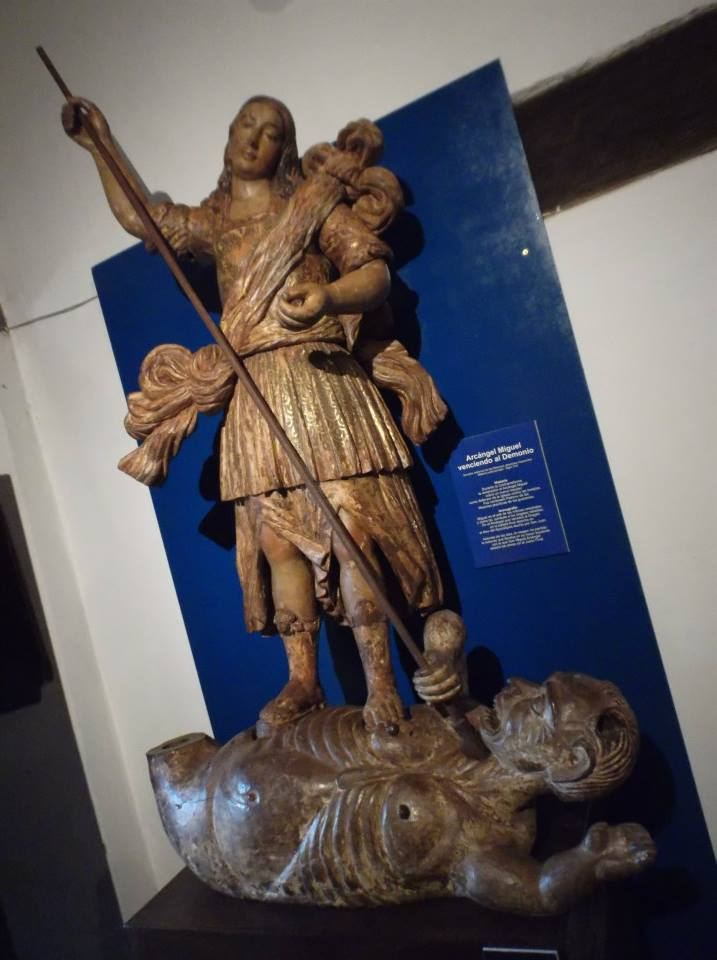
Estatua del Arcángel Miguel venciendo al Demonio (Museo Diocesano de San Ignacio Guazú).

La población de Misiones se inició a principios del siglo XVIII con la tarea evangelizadora de las misiones jesuíticas que se habían establecido inicialmente en el antiguo Guairá. Esta reducción emigró para instalarse entre los ríos Tebicuary y el Paraná a partir del año 1632.
Al producirse este hecho, 7 pueblos pasaron a formar parte del Brasil, quince de ellos pasaron a territorio argentino y ocho al Paraguay.
Los pueblos que permanecieron en territorio paraguayo se concentraron en los departamentos de Itapúa y Misiones. Estas localidades son: San Ignacio Guazú, Santa María de Fe, Santa Rosa, Santiago, San Cosme y Damián, Itapúa, Trinidad y Jesús.
En el año 1790, se fundó el pueblo de Yabebyry. Carlos Antonio López, impulsó la fundación de los pueblos de San Miguel y San Juan Bautista de las Misiones.
En el año 1906, tuvo lugar la creación del octavo departamento del país llamado San Ignacio, con ocho distritos: San Ignacio, Santa Rosa, Santa María, Santiago, San Juan Bautista, San Miguel, Ayolas y Florida.
Ya en el año 1945, este conjunto de pueblos se transformó en el Departamento de Misiones, con la capital del mismo ubicada en la ciudad de San Juan Bautista, tal como está establecido en la actualidad.
| N° | Gobernador                 | Inicio de mandato    | Final de mandato     | Partido político | Electo en |
| -- | -------------------------- | -------------------- | -------------------- | ---------------- | --------- |
| 1  | Antonio Achar              | 15 de agosto de 1993 | 15 de agosto de 1998 | Colorado         | 1993      |
| 2  | Egidio Ruiz Pérez          | 15 de agosto de 1998 | 15 de marzo de 2001  | Colorado         | 1998      |
| -  | Santiago González Maudslay | 28 de junio de 2001  | 15 de agosto de 2003 | Colorado         | 2001      |
| 3  | Carlos Villalba Rotela     | 15 de agosto de 2003 | 19 de enero de 2008  | Colorado         | 2003      |
| -  | Carlos Afara               | 19 de enero de 2008  | 15 de agosto de 2008 | Colorado         | Interino  |
| 4  | Víctor Hugo Pereira        | 15 de agosto de 2008 | 28 de marzo de 2012  | Liberal          | 2008      |
| -  | Arcidio Balbuena           | 30 de marzo de 2012  | 28 de junio de 2012  | Colorado         | Interino  |
| -  | Arturo Martínez Jara       | 28 de junio de 2012  | 15 de agosto de 2013 | Colorado         | 2012      |
| 5  | Derlis Maidana             | 15 de agosto de 2013 | 2 de enero de 2018   | Colorado         | 2013      |
| -  | Mario Hugo Maidana         | 2 de enero de 2018   | 15 de agosto 2018    | Colorado         | Interino  |
| 6  | Carlos Arrechea            | 15 de agosto de 2018 | 15 de agosto de 2023 | Colorado         | 2018      |
| -  | Javier Ferreira            | 15 de agosto de 2023 | 27 de enero de 2023  | Colorado         | Interino  |
| 7  | Richard Ramírez            | 27 de enero de 2023  | En el cargo          | Colorado         | 2023      |

## Geografía

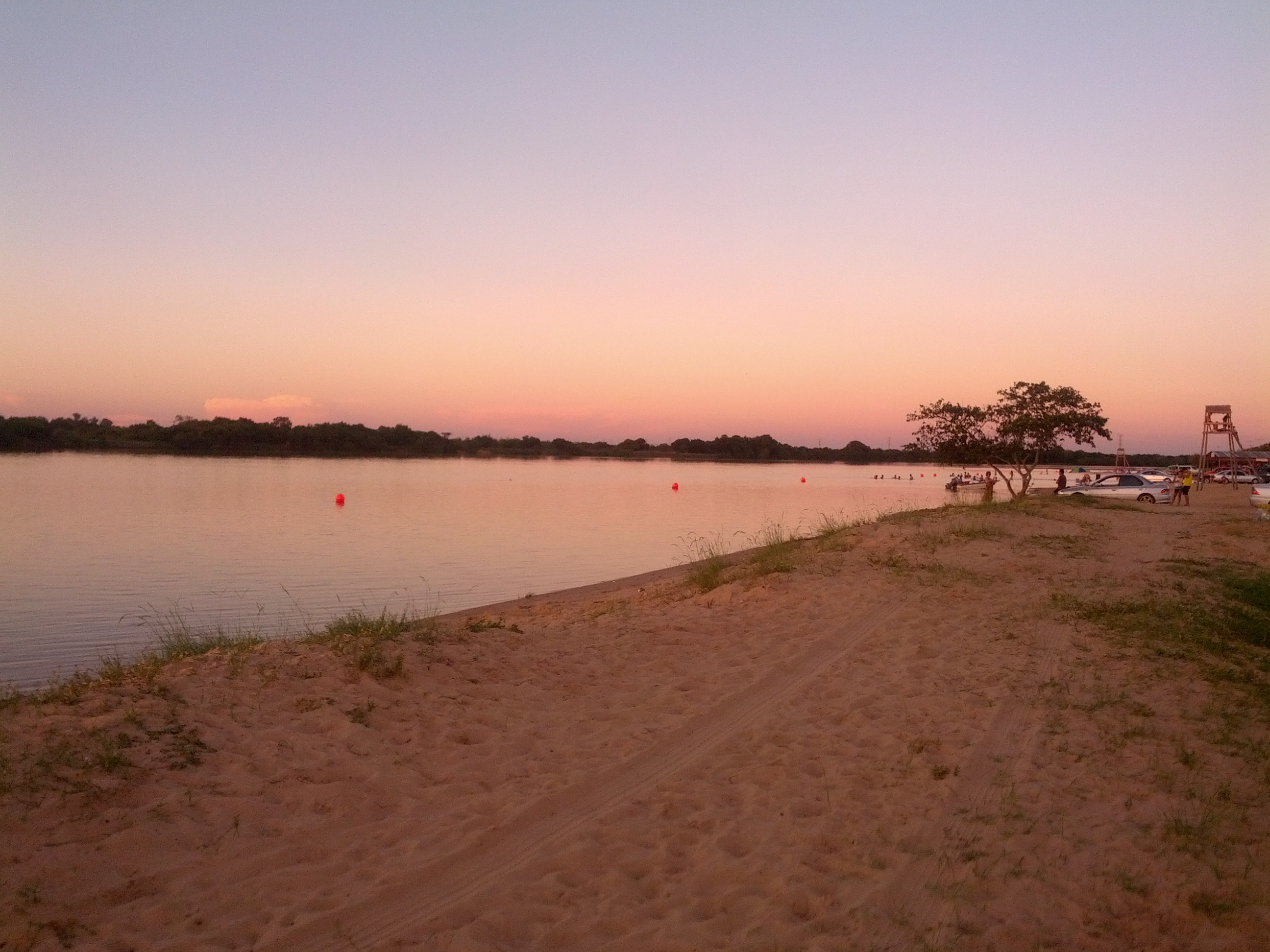
Playa de Villa Florida, sobre el río Tebicuary.

El departamento de Misiones está situado en el sur de la Región Oriental del país. Es regado por importantes ríos: el Paraná y el Tebicuary. Cada uno de ellos tiene afluentes. El río Tebicuary ofrece playas de arenas muy blancas, al igual que el río Paraná, preferido por los pescadores deportivos para la pesca del dorado.
También existen en la zona numerosos arroyos, como el Yabebyry, Atinguy, San Roque, Sauce, Uruguay, Ca’a Po’i, Tororo y San Tadeo, San Antonio, Itay, y otros de menor caudal.

## Demografía
| POBLACIÓN HISTÓRICA DEL DEPARTAMENTO DE MISIONES             | POBLACIÓN HISTÓRICA DEL DEPARTAMENTO DE MISIONES | POBLACIÓN HISTÓRICA DEL DEPARTAMENTO DE MISIONES | POBLACIÓN HISTÓRICA DEL DEPARTAMENTO DE MISIONES | POBLACIÓN HISTÓRICA DEL DEPARTAMENTO DE MISIONES |
| N.º                                                          | Año                                              | Habitantes                                       | Crecimiento Intercensal                          | Censo de población                               |
| ------------------------------------------------------------ | ------------------------------------------------ | ------------------------------------------------ | ------------------------------------------------ | ------------------------------------------------ |
| SIGLO XX                                                     |                                                  |                                                  |                                                  |                                                  |
| 1.º                                                          | 1950                                             | 43 449                                           | Sin cambios                                      | Censo paraguayo de 1950                          |
| 2.º                                                          | 1962                                             | 59 441                                           | + 36,8 %                                         | Censo paraguayo de 1962                          |
| 3.º                                                          | 1972                                             | 69 246                                           | + 16,4 %                                         | Censo paraguayo de 1972                          |
| 4.º                                                          | 1982                                             | 77 475                                           | + 11,8 %                                         | Censo paraguayo de 1982                          |
| 5.º                                                          | 1992                                             | 89 018                                           | + 14,8 %                                         | Censo paraguayo de 1992                          |
| SIGLO XXI                                                    |                                                  |                                                  |                                                  |                                                  |
| 6.º                                                          | 2002                                             | 101 783                                          | + 14,3 %                                         | Censo paraguayo de 2002                          |
| 7.º                                                          | 2012                                             | 116 672                                          | + 14,6 %                                         | Censo paraguayo de 2012                          |
| 8.º                                                          | 2022                                             | 114 542                                          | - 1,8 %                                          | Censo paraguayo de 2022                          |
| Fuente: Instituto Nacional de Estadística del Paraguay (INE) |                                                  |                                                  |                                                  |                                                  |

## División administrativa

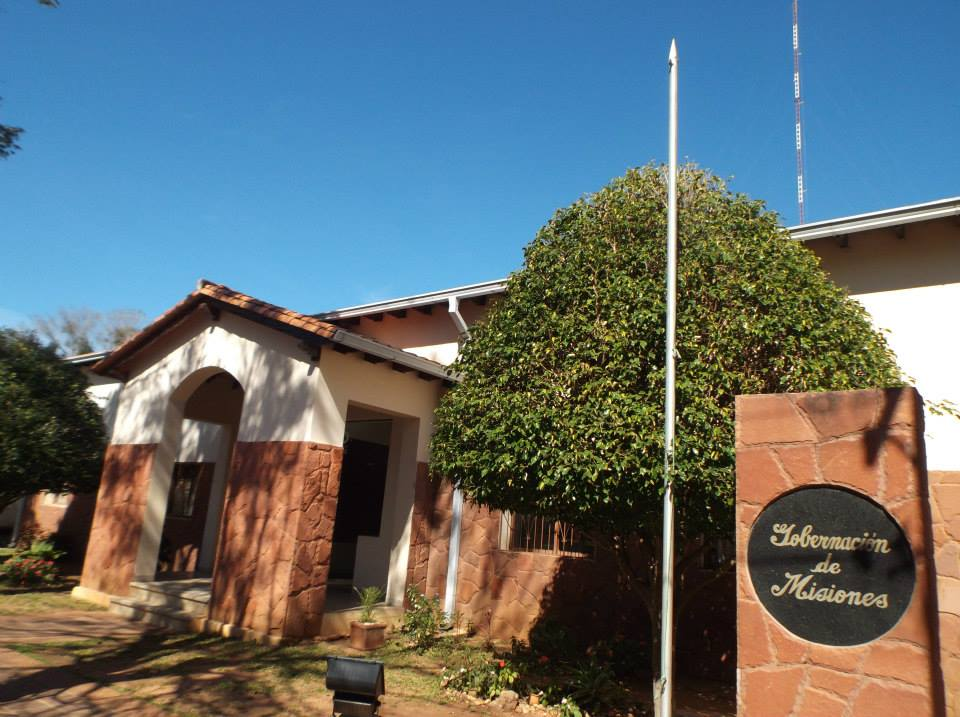
Gobernación del departamento de Misiones, en su ciudad capital, San Juan Bautista.

El Departamento de Misiones se divide en 10 distritos.

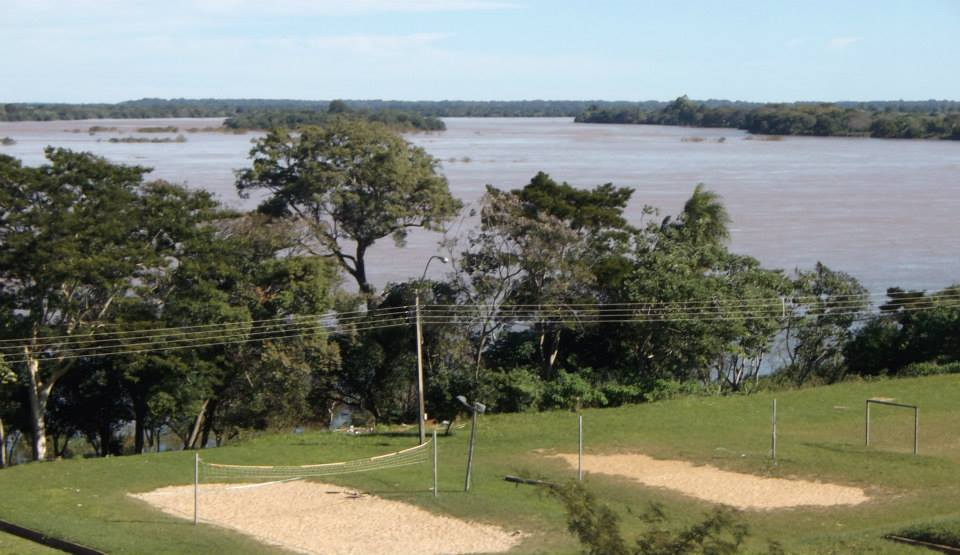
Río Paraná, a su paso por Ayolas, en la frontera con Argentina.

| N.º | Distrito          | km²   | Población (2021) | San Ignacio San Miguel San Juan Bautista Santa María Santa Rosa S. Patricio Villa Florida Santiago Yabebyry Ayolas Dpto. de Ñeembucú Dpto. de Paraguarí Dpto. de Itapúa Dpto. de Caazapá Argentina |
| --- | ----------------- | ----- | ---------------- | --- |
| 1   | Ayolas            | 1.066 | 23.417           | San Ignacio San Miguel San Juan Bautista Santa María Santa Rosa S. Patricio Villa Florida Santiago Yabebyry Ayolas Dpto. de Ñeembucú Dpto. de Paraguarí Dpto. de Itapúa Dpto. de Caazapá Argentina |
| 2   | San Ignacio       | 2.020 | 47.568           | San Ignacio San Miguel San Juan Bautista Santa María Santa Rosa S. Patricio Villa Florida Santiago Yabebyry Ayolas Dpto. de Ñeembucú Dpto. de Paraguarí Dpto. de Itapúa Dpto. de Caazapá Argentina |
| 3   | San Juan Bautista | 2.314 | 32.175           | San Ignacio San Miguel San Juan Bautista Santa María Santa Rosa S. Patricio Villa Florida Santiago Yabebyry Ayolas Dpto. de Ñeembucú Dpto. de Paraguarí Dpto. de Itapúa Dpto. de Caazapá Argentina |
| 4   | San Miguel        | 546   | 7.021            | San Ignacio San Miguel San Juan Bautista Santa María Santa Rosa S. Patricio Villa Florida Santiago Yabebyry Ayolas Dpto. de Ñeembucú Dpto. de Paraguarí Dpto. de Itapúa Dpto. de Caazapá Argentina |
| 5   | San Patricio      | 208   | 6.123            | San Ignacio San Miguel San Juan Bautista Santa María Santa Rosa S. Patricio Villa Florida Santiago Yabebyry Ayolas Dpto. de Ñeembucú Dpto. de Paraguarí Dpto. de Itapúa Dpto. de Caazapá Argentina |
| 6   | Santa María       | 520   | 14.237           | San Ignacio San Miguel San Juan Bautista Santa María Santa Rosa S. Patricio Villa Florida Santiago Yabebyry Ayolas Dpto. de Ñeembucú Dpto. de Paraguarí Dpto. de Itapúa Dpto. de Caazapá Argentina |
| 7   | Santa Rosa        | 1.014 | 25.648           | San Ignacio San Miguel San Juan Bautista Santa María Santa Rosa S. Patricio Villa Florida Santiago Yabebyry Ayolas Dpto. de Ñeembucú Dpto. de Paraguarí Dpto. de Itapúa Dpto. de Caazapá Argentina |
| 8   | Santiago          | 754   | 8.123            | San Ignacio San Miguel San Juan Bautista Santa María Santa Rosa S. Patricio Villa Florida Santiago Yabebyry Ayolas Dpto. de Ñeembucú Dpto. de Paraguarí Dpto. de Itapúa Dpto. de Caazapá Argentina |
| 9   | Villa Florida     | 208   | 5.023            | San Ignacio San Miguel San Juan Bautista Santa María Santa Rosa S. Patricio Villa Florida Santiago Yabebyry Ayolas Dpto. de Ñeembucú Dpto. de Paraguarí Dpto. de Itapúa Dpto. de Caazapá Argentina |
| 10  | Yabebyry          | 988   | 4.238            | San Ignacio San Miguel San Juan Bautista Santa María Santa Rosa S. Patricio Villa Florida Santiago Yabebyry Ayolas Dpto. de Ñeembucú Dpto. de Paraguarí Dpto. de Itapúa Dpto. de Caazapá Argentina |

### Límites
- Al Norte: con los departamentos de Paraguarí y Caazapá.
- Al Sur: con el Río Paraná que establece el límite con la Argentina, específicamente con la Provincia de Corrientes.
- Al Este: con el Departamento de Itapúa.
- Al Oeste: con el Departamento de Ñeembucú.

### Sismicidad
La región responde a las subfallas «del río Paraná», y «del río Uruguay», con sismicidad baja. Su última expresión se produjo con el temblor de Ituzaingó de 2009, con 3,5.
La Defensa Civil debe advertir sobre escuchar y obedecer acerca de
Área de
- Tormentas severas, poco periódicas
- Baja sismicidad, con silencio sísmico de 15 años por las «subfalla del río Paraná» y la del «río Uruguay»

## Salud
Desde la creación de la represa, la inversión en este sector sufrió un incremento nunca antes visto en el país. Aun así, los servicios son deficitarios, pero mejores que la media de todo el territorio, lo que se verifica en el incremento de la esperanza de vida al nacer.
|         | 1990/1992 | 2000/2001 | 2010  |
| ------- | --------- | --------- | ----- |
| Total   | 51,86     | 68,49     | 73,72 |
| Hombres | 47,65     | 57,69     | 68,52 |
| Mujeres | 56,67     | 69,30     | 75,46 |

## Economía

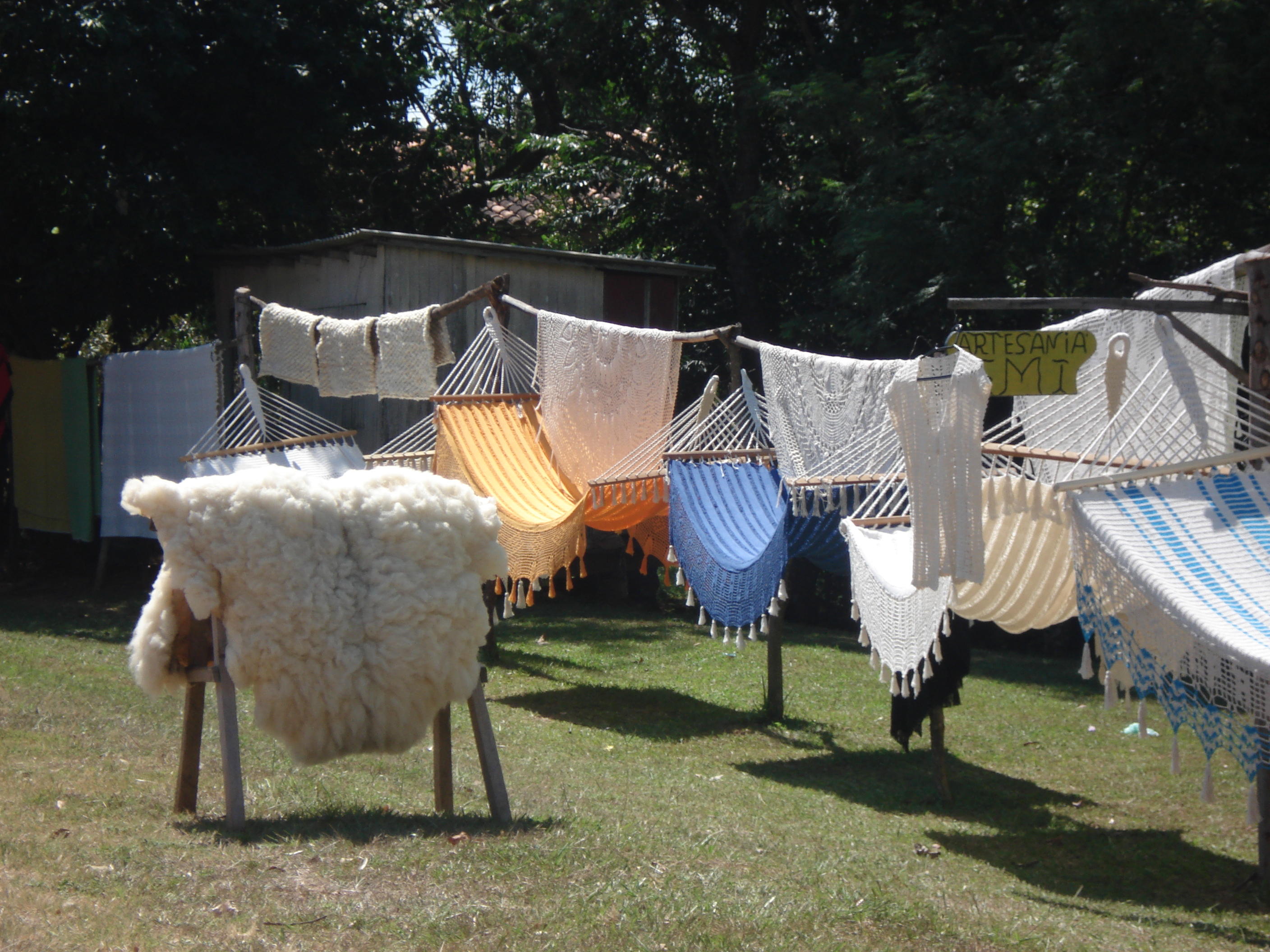
San Miguel.

La actividad económica básica de este departamento es la ganadería vacuna. También cuenta con producción de ganado porcino, ovino, equino, y caprino, este último en menor escala.
En cuanto a la actividad agrícola, los campos cultivados están ubicados preferentemente en la zona norte y centro del departamento. En sus tierras se cultiva arroz, soja, maíz, naranja dulce, caña de azúcar, batata y algodón.
Mientras que al sur del departamento la principal fuente de ingreso proviene de la pesca y de la fuente de trabajo que crea la Hidroeléctrica Binacional Yacyretá, lo cual ha modificado completamente la infraestructura de la ciudad Ayolas y su entorno, transformándola en la ciudad más moderna del departamento.

## Infraestructura

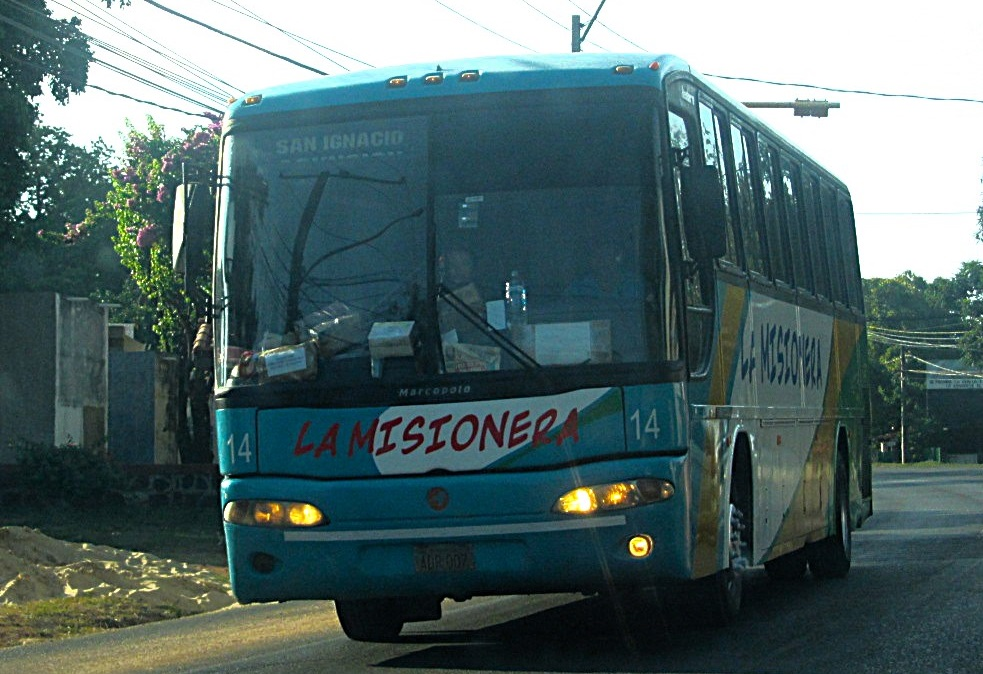
Colectivo de La Misionera, a su paso por San Ignacio Guazú.

### Terrestre
El departamento de Misiones se encuentra vinculado con la capital del país, Asunción, a través de la ruta PY01. Esta ruta también lo une con la ciudad de Encarnación, capital del Departamento de Itapúa.
Aparte de la ruta PY01, de Misiones parten dos rutas nacionales más, la ruta PY04 y la ruta PY20, ambas uniéndola con el vecino departamento de Ñeembucú. 
Los diez distritos del departamento tienen accesos asfaltados. También dentro del mismo se encuentran las rutas departamentales D020, D022, D056, D057, D058 y D059.

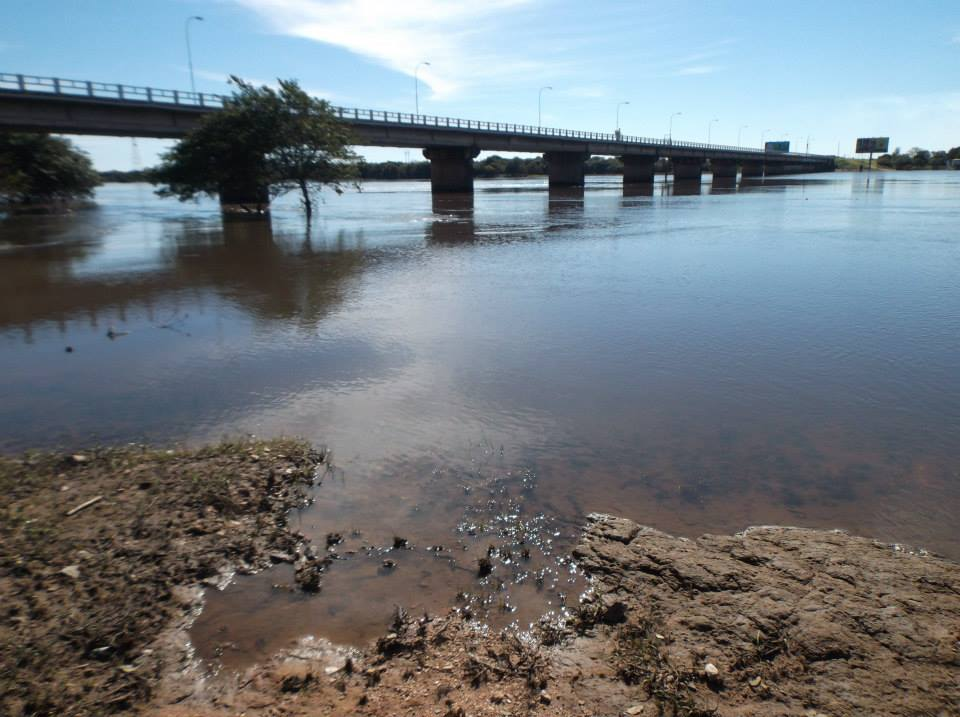
Puente de la Ruta PY01 sobre el río Tebicuary (Villa Florida).

### Marítima
Las vías navegables con que cuenta Misiones son el río Paraná, para embarcaciones de gran tamaño, y el río Tebicuary para las de menor tamaño.

### Aérea
El transporte aéreo es realizado con aviones de mediano tamaño en San Juan Bautista y en la ciudad de Ayolas con pista asfaltada y cuenta con otro aeropuerto de similares características en la isla de Yacyretá.

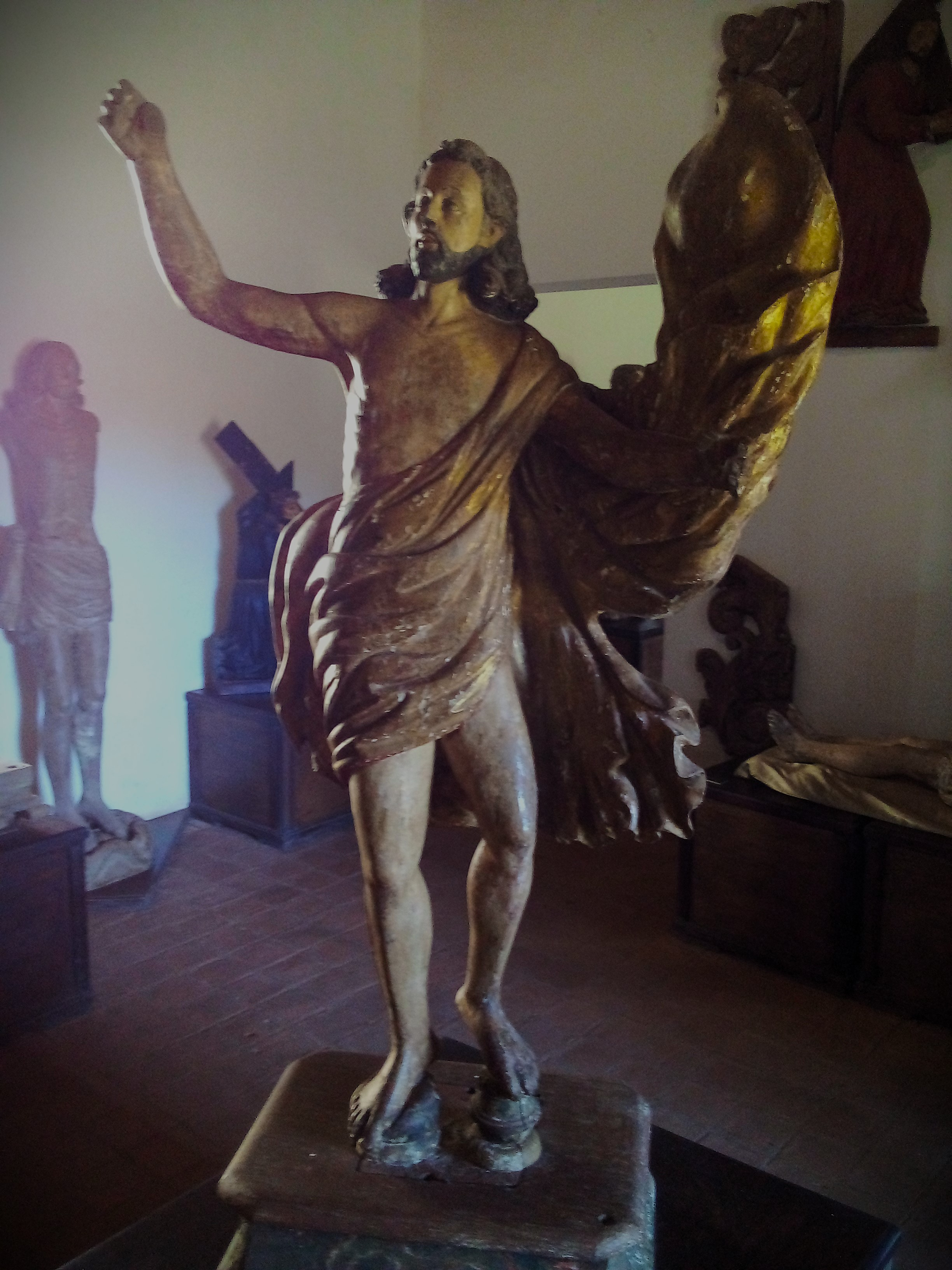
Esculturas decorativas del retablo original de la antigua iglesia jesuítica de Santiago Apóstol - (Museo de Tesoros Jesuíticos de Santiago Apóstol -departamento de Misiones-).

## Turismo
El principal atractivo turístico lo constituyen las playas formadas a orillas de los ríos Paraná y Tebicuary. La localidad de Villa Florida ofrece a los visitantes sus paisajes.
La moderna ciudad de Ayolas posee clubes sociales que cuentan con todas las comodidades para practicar todo tipo de deportes como fútbol de campo y de playa, tenis, padel
, basquetball, fútbol de salón, gym, patinaje, atletismo, entre otros.
Este departamento se destaca también por haber sido protagonista de la tarea de evangelización de los sacerdotes jesuitas que fundaron en el lugar numerosas reducciones. Varios pueblos conservan las reliquias de esa época como las construcciones coloniales, y las iglesias. Parte de este patrimonio histórico está expuesto en museos con muestras de los tallados en madera realizados por los indígenas en la reducciones.

## Cultura
San Juan Bautista es la ciudad natal del célebre músico paraguayo, Agustín Pío Barrios.

### Educación
Existen numerosas instituciones que imparten educación inicial, escolar básica y educación media, en las modalidades de bachillerato científico y técnico en el departamento de Misiones.
Es así que, por ejemplo, la Universidad Nacional de Asunción (UNA), desarrolla en la ciudad de San Juan Bautista, la filial de la Facultad de Ciencias Veterinarias con la carrera de veterinaria; la filial de la Facultad Politécnica con la carrera de Programación de computadoras, y la filial de la Facultad de Filosofía con Ciencias de la Educación. La Universidad Católica, por su parte, cuenta con una subsede ubicada en San Ignacio Guazú. 
La Universidad Nacional de Pilar (UNP) con sede en las ciudades de Ayolas y San Ignacio Guazú, cuenta con varias carreras como: Derecho, Ingeniería Industrial, Administración de Empresas, entre otras.
A nivel secundario, el Colegio Nacional de Enseñanza Media Diversificada "Villa Permanente" (CNEMDVP) en Ayolas, cuenta con diferentes bachilleratos como en: electricidad, informática, salud, contabilidad, ciencias básicas, sociales entre otros.
También está instalada la Universidad Católica de Asunción en la ciudad de San Ignacio Guazú, desde el año 1982, y depende académicamente del Campus Itapúa, con asentamiento en la ciudad de Encarnación, y la Universidad Nacional de Misiones con varias unidades académicas en los distritos misioneros desde su fundación en diciembre de 2022.

### Medios de comunicación
Misiones cuenta con la revista Sense-Misiones, la primera revista del Departamento de Misiones, actualmente la revista ADN Apyterekuete, Digital Misiones, entre otros, de tirada regional, que se erige como una vidriera del intenso crecimiento de este Departamento. Existen, además, radioemisoras en amplitud modulada como: Radio San Roque (Ayolas), Radio Arapysandú (San Ignacio Guazú), Radio Mangoré (San Juan Bautista) y varias en frecuencia modulada como: Radio Misión FM (Ayolas), Radio Metro (Santa Rosa de Lima), Radio Ayolas (Ayolas), Radio Corpus (Ayolas), San Ignacio (San Ignacio Guazú), Libertad (San Ignacio Guazú), Misiones (San Juan Bautista), Tenonde (San Ignacio Guazú) y Sangurí (Santa Rosa de Lima), entre otras.
También cuenta con canales de televisión y servicio de telefonía.